# Керемджем
Керем Джем Дурук (тур. Kerem Cem Dürük, народився 28 грудня 1977), відомий як Керемджем (тур.Keremcem) — турецький поп-співак і актор. Він також вів короткочасне телевізійне шоу Keremcem ile söyle söyleyebilirsen на Star TV.

## Біографія
Керемджем народився 28 грудня 1977 року в Міласі. Він ходив до початкової школи Мілас Сакарья, потім до приватного коледжу Фатіх в Ізмірі. У 1995 році закінчив середню школу в муглі Тургутрейс. Закінчив філіал Егейського університету за спеціальністю «Міжнародні відносини» у 2003 році. Почав грати на гітарі в середній школі.
Його перша композиція «Elimde Değil», що означає «не в моїх руках», з'явилася в 1996 році в Анкарі. Він приїхав до Стамбула в 2001 році. У ці дні його найкращий друг Юнус Адак склав композицію Ейлул. Йонка Евджимік познайомив його з Айкутом Гюрелем, і так він почав свою професійну музичну кар'єру як співак. Два сольні альбоми; Eylul (2004), Ask Bitti (2006) і дует-альбом Maia (2005, feat. Seden Gurel) були виготовлені Iremrecords. Він дав понад 130 концертів по всій Туреччині, Кіпру та Німеччині. Він також виконав головну роль у телесеріалах; Ашк Ойун (2005—2006), Iki Yabancı (2007) та Elif (2008).

## Дискографія
| Рік  | Ім'я                            | Компанія     |
| ---- | ------------------------------- | ------------ |
| 2004 | Eylül                           | İrem Records |
| 2005 | Eylül (бонусний трек Aşk Oyunu) | İrem Records |
| 2005 | Maia                            | İrem Records |
| 2006 | Aşk Bitti                       | İrem Records |
| 2008 | Афіші                           | İrem Records |
| 2009 | Докун                           | İrem Records |
| 2011 | Хаята                           | Pasaj Müzik  |
| 2013 | Keremcem                        | Pasaj Müzik  |

## Фільмографія
| Рік  | Назва                              | Роль                   |
| ---- | ---------------------------------- | ---------------------- |
| 2004 | Kerem İle Aslı                     | Керем                  |
| 2005 | Aşk Oyunu                          | Сарп Тексой            |
| 2006 | Cinirkin Ördek Yavrusu ile Farecik | Cinirkin Ördek Yavrusu |
| 2007 | İki Yabancı                        | Cem Arifoğlu           |
| 2007 | Avrupa Yakası                      | Керем                  |
| 2008 | Еліф                               | Ахмет Карабей          |
| 2008 | Proje 13                           | Keremcem               |
| 2010 | Keskin Bıçak                       | Ерен                   |
| 2011 | Tövbeler Tövbesi                   | Октай Берк             |
| 2014 | Моє чуже життя                     | Атеш Герман            |
| 2014 | İksir: Dedemin Sırrı               | Керемджем              |
| 2017 | Küçük Ortak                        | Селім                  |
| 2017 | İki Yalancı                        | Серкан Гюльбулак       |
| 2018 | Aşk ve Mavi                        | Яман                   |
| 2019 | Kimse Bilmez                       | Алі Хуроглу            |
| 2019 | Aşk Çağırırsan Gelir               |                        |
| 2022 | Maske Kimsin Sen?                  | Іскелет                |
| 2022 | Казка про троянду                  | Аднан Фуат Демірчі     |
| 2023 | Başım Belada                       | Азам                   |